# Ніхром

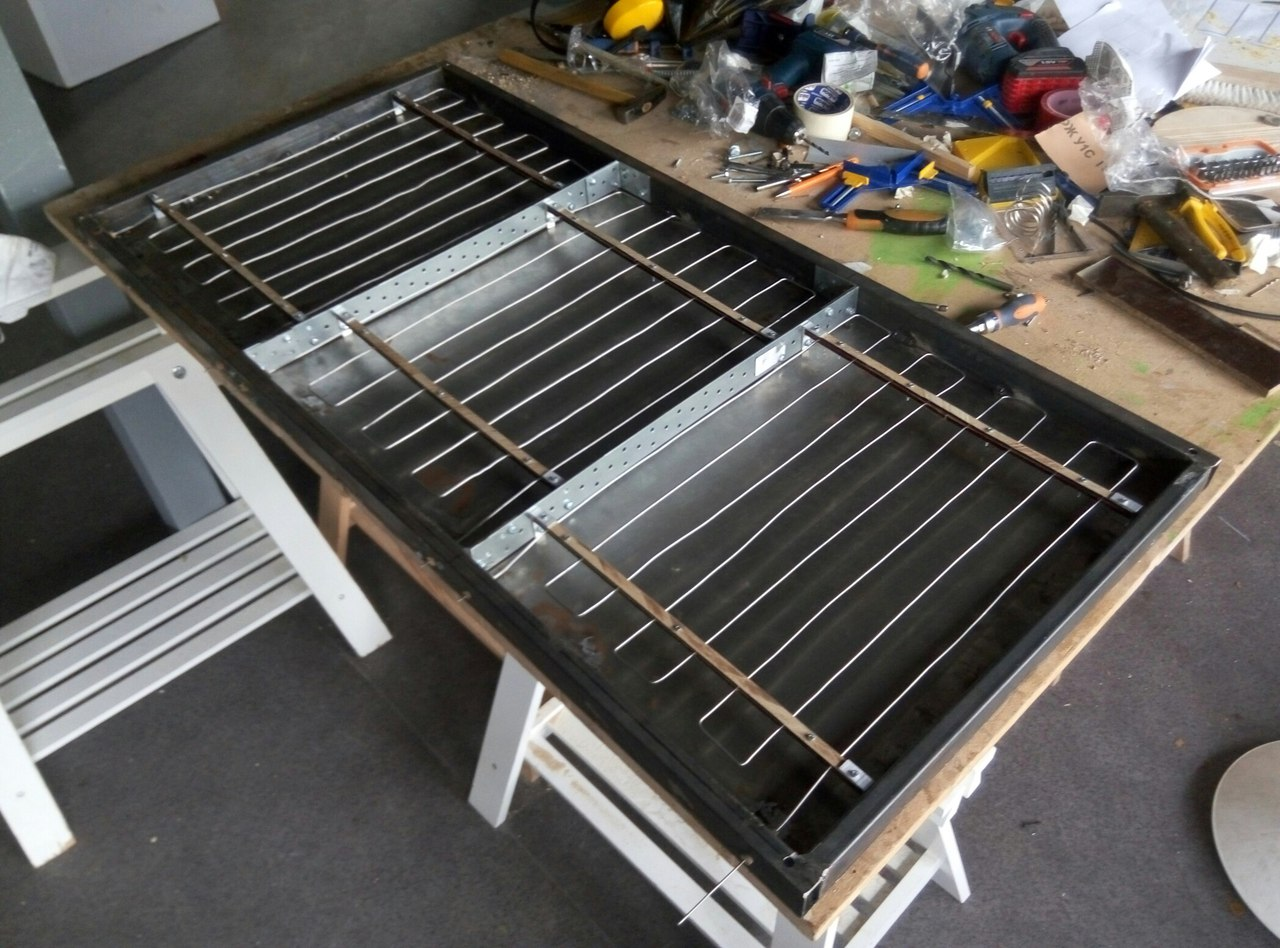
Нагрівальні елементи з ніхромового дроту

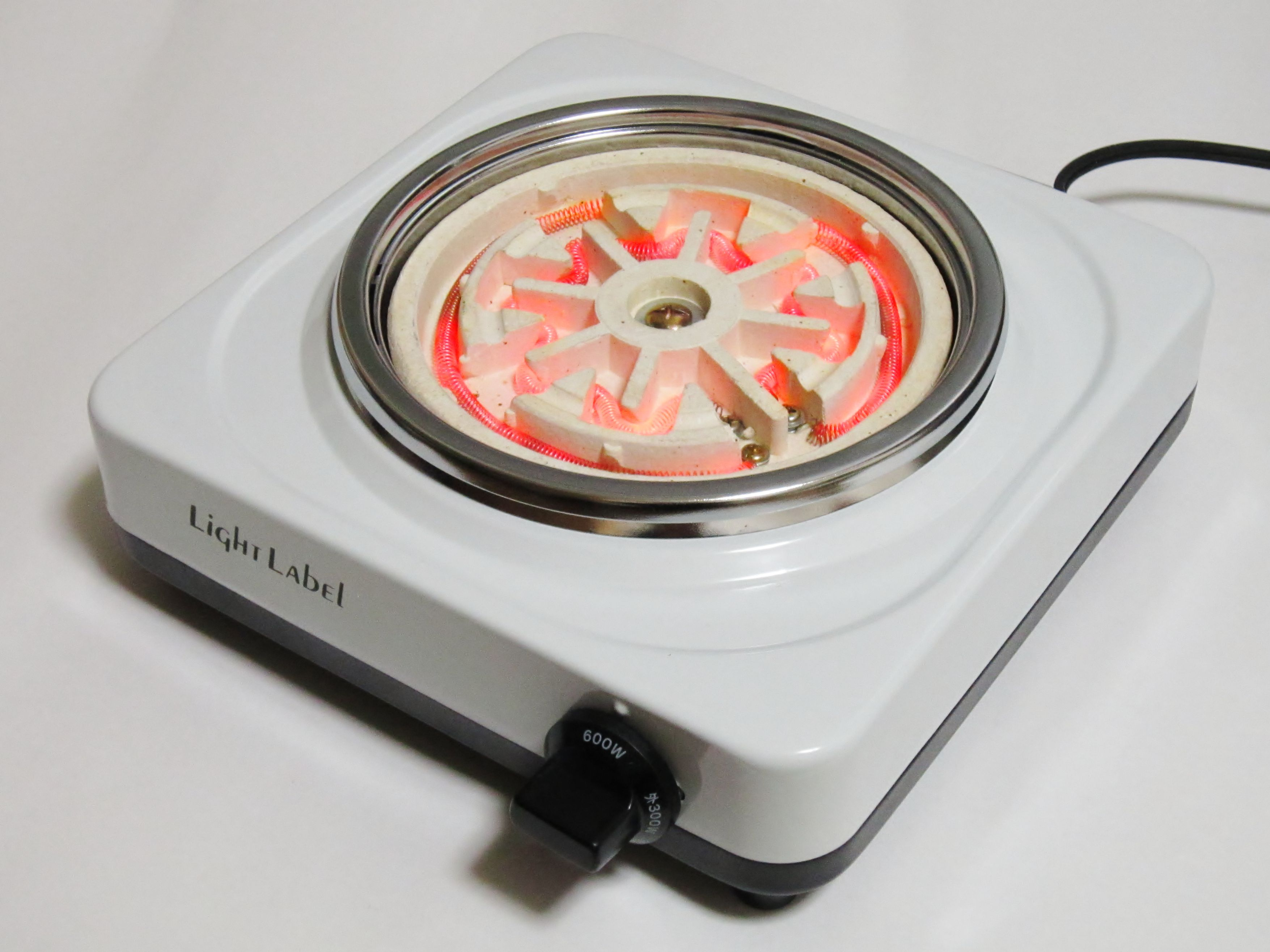
Використання ніхромової спіралі як нагрівального елементу у електроплитці

Ніхро́м — загальна назва прецизійних жаротривких хромо-нікелевих сплавів, а також потрійних хром-нікель-залізних сплавів з однофазною структурою твердого розчину з додаванням марганцю, кремнію та алюмінію. Такі сплави містять 65…85 % нікелю (Ni), 15…20 % хрому (Cr), до 20 % заліза (Fe) і низьку кількість вуглецю (C) (приблизно до 0,05 %). Назва сплаву походить від частин (виділено) слів «НІкель» та «ХРОМ».
Сплави характеризуються великим питомим електричним опором, є стійкими до корозії, пластичні. Завдяки цим властивостям використовуються для виготовлення нагрівачів, чохлів термопар, пічної арматури. Також ніхром використовується як жаростійкий і хімічно стійкий сплав для роботи в певних агресивних середовищах, з ніхрому виготовляють деталі, що працюють при високій температурі, резисторні елементи, реостати. Сплав застосовується як підшар для жаростійкого покриття при газотермічному напиленні.
Перший ніхромовий сплав створено у США в 1905 році А. Маршем (англ. Albert Leroy Marsh, 1877—1944), на який у 1906 він отримав патент. Ліцензію на використання патенту було продано фірмі «Hoskins Manufacturing», котра першою освоїла виробництво тостерів з електричним нагрівним елементом з цього сплаву.
Основні марки сплаву — Х20Н80, Х15Н60, ХН70Ю.

## Фізичні властивості ніхрому
- питомий електричний опір — 1÷1,1 Ом·мм²/м (залежно від марки сплаву);
- густина — 8200…8500 кг/м³;
- температура плавлення — 1100…1400 °C;
- температура експлуатації — 800…1100 °C;
- питома теплоємність — 0,45 кДж/(кг·К) при 25 °C;
- границя міцності при розтягненні — 0,65…0,70 ГПа.

## Сплав Х20Н80
Ніхром Х20Н80 — сплав, що складається з таких елементів: Cr (20…23 %); Si (0,9…1,5 %); Mn (до 0,7 %); Fe (до 1,5 %) решта Ni. Іноді сплав легують рідкісноземельними металами для досягнення вищої тривалості роботи.
Альтернативні та міжнародні назви: NiCr80/20, N8, Cronix 80, Resistohm 80, Chromel A, Nichrome V, HAI-NiCr 80, Nikrothal 8, Ni80Cr20.
Цей сплав рекомендується для виготовлення відповідальних деталей вакуумних приладів, з'єднувачів у виробах електронної техніки, не прецизійних резисторів.